# Piotr Krienicyn
Piotr Kuźmicz Krienicyn (ros. Пётр Кузьмич Креницын, ur. 1728, zm. 4 lipca 1770) – rosyjski podróżnik i oficer marynarki wojennej, pierwszy od czasu śmierci Vitusa Beringa badacz Alaski i Aleutów.
Krienicyn, wspólnie z Michaiłem Lewaszowem, został wysłany w 1768 roku przez imperatorową rosyjską, Katarzynę II, z misją badawczą na Ocean Spokojny i w okolice Cieśniny Beringa.
Krienicyn utonął w rzece Kamczatce 4 lipca 1770 roku, dowództwo wyprawy objął po nim Lewaszow.
Na jego cześć kapitan Michaił Tiebienkow nazwał jedną z grup wysp aleuckich.